# Auliscomys pictus
Auliscomys pictus is een zoogdier uit de familie van de Cricetidae. De wetenschappelijke naam van de soort werd voor het eerst geldig gepubliceerd door Thomas in 1884.

## Voorkomen
De soort komt voor in Bolivia en Peru.